# Stacy Haiduk
Stacy Lynne Haiduk (Grand Rapids (Michigan), 24 april 1968) is een Amerikaanse actrice. 

## Acteren
Haiduk begon in 1987 met acteren in de film Magic Sticks. Hierna heeft zij nog meerdere rollen gespeeld in films en televisieseries zoals Superboy (1988-1992), SeaQuest DSV (1993-1994), Melrose Place (1997), Nurse Betty (2000), Heroes (2006-2007), All My Children (2007-2008), Prison Break (2008), The Young and the Restless (2009-2016) en Days of our Lives (2018-2022).

## Huwelijk
Haiduk is in 1997 getrouwd.

## Filmografie

### Films
Uitgezonderd korte films.
- 2019 Home Is Where the Killer Is - als Julie Thomason
- 2013 The Nightmare Nanny – als Elise
- 2010 No Answer – als Missy
- 2010 Victim – als rechercheur Janet Corwin
- 2009 Within – als Bernice Lowe
- 2007 The Mannsfield 12 – als Lela
- 2007 Final Approach – als Alexa Windom
- 2007 While the Children Sleep – als Shawna Pierson
- 2006 Salt – als West
- 2005 Attack of the Sabretooth – als Savannah
- 2005 Jane Doe: Til Death Do Us Part – als Monica Angelini
- 2001 Gabriela – als Ilona
- 2000 Nurse Betty – als verpleegster soap opera
- 1999 Desert Thunder – als Ally Malone
- 1999 The Darwin Conspiracy – als Dr. Jennifer Carter
- 1997 Little City – als Julia
- 1997 The Beneficiary – als Lena Girard
- 1996 Yesterday's Target – als Jessica Harper
- 1994 A Perfect Stranger – als Raphaella Phillips
- 1992 Sketch Artist – als Claire
- 1991 Steel and Lace – als Alison
- 1990 Luther the Geek – als Beth
- 1987 Magic Sticks – als wasserette vrouw

### Televisieseries
Uitgezonderd eenmalige gastrollen.
- 2018-2022 Days of our Lives – als Kristin DiMera – 331 afl.
- 2009-2016 The Young and the Restless – als Patty Wiliams / Mary Jane Benson / Myrna Murdock / dr. Emily Peterson  – 218 afl.
- 2013-2014 True Blood – als Jenny – 4 afl.
- 2014 Chosen - als Shondra - 3 afl.
- 2013-2014 Twisted – als speciale onderzoekster – 4 afl.
- 2010 Days of our Lives – als Warden Jane Smith – 3 afl.
- 2008 Prison Break – als Lisa Tabak – 9 afl.
- 2007-2008 All My Children – als Hannah Nichols – 53 afl.
- 2006-2007 Heroes – als FBI agente Elisa Thayer – 4 afl.
- 1998-1999 Brimstone – als Rosalyn Stone – 3 afl.
- 1997 Melrose Place – als Colleen Patterson – 6 afl.
- 1996 Kindred: The Embraced – als Lillie Langtry – 8 afl.
- 1994 Due South – als Janice DeLuca – 2 afl.
- 1993-1994 SeaQuest DSV – als Katherine Hitchcock – 23 afl.
- 1992 The Round Table – als Rhea McPherson – 7 afl.
- 1988-1992 Superboy – als Lana Lang – 99 afl.

### Computerspellen
- 2022 Star Wars: The Old Republic - Legacy of the Sith - als stemmen
- 2019 Star Wars: The Old Republic - Onslaught - als stemmen
- 2016 Mirror's Edge: Catalyst - als dr. Aline Maera
- 2014 Star Wars: The Old Republic - Shadow of Revan - als Akaavi Spar
- 2013 Star Wars: The Old Republic - Rise of the Hutt Cartel - als Akaavi Spar
- 2011 Star Wars: The Old Republic - als Akaavi Spar

- Biblioteca Nacional de España: XX1501811
- Gemeinsame Normdatei: 1281153281
- International Standard Name Identifier: 0000 0000 3955 7077
- Library of Congress Control Number: no00003108
- Nationale Bibliotheek van Polen: a0000001776383
- Virtual International Authority File: 75852960
- WorldCat: E39PBJqvTcqbTMwcMyMqrcBkjC